# Nephodia panthea
Nephodia panthea là một loài bướm đêm trong họ Geometridae.